# Waren (Müritz)
Waren (Müritz) (pol. hist. Warzno) – miasto uzdrowiskowe w północno-wschodnich Niemczech, w kraju związkowym Meklemburgia-Pomorze Przednie, w powiecie Mecklenburgische Seenplatte, siedziba Związku Gmin Seenlandschaft Waren oraz gminy Peenehagen. Do 3 września 2011 siedziba powiatu Müritz. Leży na Pojezierzu Meklemburskim, nad jeziorem Müritz. Zamieszkuje je około 21 tys. mieszkańców.
W mieście rozwinął się przemysł metalowy, materiałów budowlanych, spożywczy oraz drzewny.

## Współpraca
Miejscowości partnerskie:
- Gorna Orjachowica, Bułgaria
- Magione, Włochy
- Rokkasho, Japonia
- Springe, Dolna Saksonia
- Suwałki, Polska
- Szlezwik, Szlezwik-Holsztyn